# Alfred Jermaniš
Alfred Jermaniš (født 21. januar 1967) er en slovensk fodboldspiller.

## Sloveniens fodboldlandshold
| Sloveniens landshold | Sloveniens landshold | Sloveniens landshold |
| År                   | Kmp                  | Mål                  |
| -------------------- | -------------------- | -------------------- |
| 1992                 | 1                    | 0                    |
| 1993                 | 2                    | 0                    |
| 1994                 | 9                    | 1                    |
| 1995                 | 7                    | 0                    |
| 1996                 | 3                    | 0                    |
| 1997                 | 2                    | 0                    |
| 1998                 | 5                    | 0                    |
| Total                | 29                   | 1                    |